# Nuevos Medios
Nuevos Medios est un label discographique espagnol, basé à Madrid. Il est fondé en 1982 par le producteur de musique Mario Pacheco. Au cours des années 1980 et au début des années 1990, le label a joué un rôle essentiel dans le développement et la diffusion du nouveau flamenco.

## Histoire

### Débuts
La société est fondée en 1982 par Mario Pacheco, qui avait auparavant travaillé pour le label Edigsa. Pacheco conclut des accords de distribution pour l'Espagne avec plusieurs sociétés étrangères telles que le label allemand ECM Records ou le label britannique Factory Records, propriété de Tony Wilson, qui a produit des groupes tels que Joy Division, New Order ou Happy Mondays.
La première sortie propre est un single de l'auteur-compositeur-interprète Chicho Sánchez Ferlosio intitulé Coplas retrógradas, publié en 1982 sans grand retentissement. Cependant, le label signe le groupe de pop La Mode, qui sort avec succès un EP homonyme en septembre 1982. La même année, ils sortent leur premier album, intitulé El Eterno femenino et produit par Yayo Aparicio. En 1983, Golpes Bajos sort son premier album avec Nuevos Medios, l'EP éponyme contenant les titres No mires a los ojos de la gente et Malos tiempos para la lírica. En 2012, le magazine Rolling Stone a inclus les deux chansons dans sa liste des « 200 meilleures chansons espagnoles de pop rock », les classant respectivement à la 14e et à la 29e place. Le groupe connait un énorme succès critique et public et, en 1984, il sort l'album A Santa Compaña, qui deviendra l'un des albums espagnols de pop les plus influents. La même année, le label sort l'album du duo de pop Vainica Doble, Taquicardia. D'autres groupes pop qui ont sorti leur album au cours de ces premières années chez Nuevos Medios sont Paraíso, Kikí d'Akí et le groupe de Semen Up, originaire de Vigo, qui a connu un certain succès avec Lo estás haciendo muy bien.

### Nouveau flamenco
Outre les succès pop, l'objectif du couple Mario Pacheco et Cucha Salazar était de publier du flamenco. Pacheco avait déjà travaillé en 1979 à la production de l'album La Leyenda del tiempo de Camarón de la Isla et avait dessiné quelques couvertures pour Enrique Morente, avec qui il entretenait une étroite amitié. En 1983, Nuevos Medios publie l'album A Mandeli de Pepe Habichuela, un hommage à son grand-père connu sous le nom d'Habichuela el Viejo et initiateur de la dynastie de la guitare. L'album bénéficie de la collaboration de ses neveux Juan et Antonio Carmona ainsi que du bassiste Carles Benavent (des groupes de Paco de Lucía et Chick Corea). Par l'intermédiaire de Pepe Habichuela, le label signe Ketama, qui sort son premier album en 1985. La même année, Nuevos Medios prend en charge la publication de l'album Guitarras callejeras de Pata Negra, un groupe qui publie en 1987 l'album Blues de la frontera, considéré par la critique comme l'un des meilleurs albums sortis en Espagne dans les années 1980,. Martirio, qui avait fait partie du groupe Jarcha et avait collaboré avec Kiko Veneno et Raimundo Amador au sein de Veneno, a été l'un des autres ajouts les plus réussis au milieu des années 1980.
En 1988, après deux albums salués par la critique mais non classés, Pacheco emmène Ketama à Londres, où le groupe rencontre le musicien malien Toumani Diabaté. Cette rencontre a conduit à une collaboration qui a abouti à l'album Songhay. Nommé meilleur album étranger de l'année par le magazine musical britannique New Musical Express, l'album consacre Ketama et le fait connaître du grand public, notamment grâce au succès de la chanson Vente pa Madrid. En 1991, Ray Heredia quitte Ketama pour entamer une carrière solo. Il sort son premier et unique album Quien no corre vuela vuela sur Nuevos Medios, dont est extrait le single Alegría de vivir. Heredia meurt quelques jours après la sortie de l'album, le 17 juillet 1991, des suites d'une overdose. Au même moment, le groupe La Barbería del Sur sort son premier album, La Barbería del Sur
Au cours de la première moitié des années 1990, l'essor du nouveau flamenco entraîne la migration de nombreuses nouvelles stars vers des sociétés multinationales, Nuevos Medios a misé sur une deuxième vague de jeunes artistes avec des noms comme Miguel Poveda, Duquende ou José el Francés. Ketama, qui avait signé avec Universal Music, est revenu brièvement en 1994 pour sortir Songhai 2. Le label a continué à sortir des artistes établis tels que Jorge Pardo, Chano Domínguez, Javier Colina, Tino di Geraldo, Ramón El Portugués, José Soto Sorderita, Pepe de Lucía, Tete Montoliu et Tomatito.

### Dernières années
Le 26 novembre 2010, Mario Pacheco décède d'un cancer, après quoi Nuevos Medios est fermé,. En 2012, une triple compilation intitulée Nuevos Medios 30 Aniversario 1982-2012 est publiée en guise d'épitaphe, rassemblant les meilleurs moments de la musique publiée sur le label par des artistes tels que Vainica Doble, Kiko Veneno, Pata Negra, Ketama, La Barbería del Sur, Semen Up, Golpes Bajos, La Mode, Paraíso, Dogo y los Mercenarios, Martirio, Tomatito, Ray Heredia, José el Francés, Miguel Poveda, Chano Domínguez et Carles Benavent.
En 2014, la réouverture de l'entreprise est annoncée, sous la direction de María Pacheco, fille des fondateurs du label, avec la sortie de trois nouveaux albums,,. En 2020, le documentaire Revelando a Mario produit par Movistar Plus est sorti,.